# Garkalne
Garkalne è un comune della Lettonia di 6.722 abitanti. Situato ad est della città di Riga, venne istituito nel 2007.